# MMORPG-Jargon
Spieler von Mehrspieler-Online-Rollenspielen (MMORPG, engl. Abkürzung für Massively Multiplayer Online Role-Playing Game) haben einen eigenen Jargon entwickelt, der seine Wurzeln im Netzjargon und Leetspeak hat. Meistens sind es Abkürzungen, um die Kommunikation in hektischen Situationen zu vereinfachen. Das MMORPG-Vokabular variiert von Spiel zu Spiel, einige Begriffe sind aber durchgängig gebräuchlich.
Siehe auch: Computerspieler-Jargon, Liste von Abkürzungen (Netzjargon), Netzjargon

## A
ACDie Abkürzung von armor class (dt. „Rüstungswert“) gibt an, wie gut ein Ausrüstungsteil gegen eine Schadensart schützt.
ADCADC ist eine Abkürzung für AD Carry (Attack Damage Carry) und wird vor allem in Dota-ähnlichen Spielen benutzt, um im späteren Spielverlauf das Spiel für sich zu entscheiden. Entscheidend bei AD-Carrys ist, dass sie im frühen Spielverlauf farmen und von einem Supporter unterstützt werden.
AE, AoEDie Abkürzung von area effect und area of effect (dt. „Flächeneffekt“) beschreibt einen Zauber oder eine Aktion, die nicht nur auf ein einzelnes Ziel, sondern auf ein Gebiet wirkt. Man unterscheidet zwischen
- CA(o)E (engl. cone area of effect): ein Effekt, der ein Gebiet in einem bestimmten Winkelsegment (d. h. kegelförmig) vom Wirkenden aus bestreicht und

- PBA(o)E (engl. point blank area effect): ein Effekt, der in einem 360°-Gebiet um den Wirkenden als Zentrum herum wirkt. Oft auch als „Bombe“ (bomb) bezeichnet.

- GTA(o)E (engl. Ground Target Area Effect): wie PBAE, das Ziel ist jedoch ein Bodenobjekt.

AGI, AGLAbkürzung von agility (dt. „Beweglichkeit“).
AggroAbkürzung für aggressive (angreifend), aber auch (hate) aggravation (Bedrohungsanhäufung). Aggressive Monster greifen Spieler selbsttätig an, wenn diese in die Reichweite (siehe Aggro-Range) des Monsters kommen. Wird auch als Synonym für Hate benutzt, wenn damit die angesammelte Bedrohung eines Spielers gemeint ist. Dient oft als Warnruf, wenn man von einem Monster angegriffen wird (Aggro ziehen) und möglicherweise der Unterstützung bedarf (siehe Hatelist). Kann auch ein Synonym für „Lärm“ verwendet werden, den ein Spieler macht, wie z. B. der Einsatz einer lauten Waffe oder sehr Großflächiger Effekte, die Mobs aus der Umgebung zum Spieler bzw. der Spielergruppe lotsen.
Aggro-ManagementAggro-Management (dt. „Bedrohungskontrolle“) beschreibt das Zusammenspiel in einem Team mit dem Ziel, die Angriffe von Monstern auf Teammitglieder mit starker Verteidigung (siehe Tank) zu konzentrieren, um Teammitglieder mit schwacher Verteidigung zu schützen und den Heilern die Arbeit zu erleichtern bzw. um zu verhindern, dass Heiler Heilaggro bekommen.
Aggro Range, Aggro RadiusDie Aggro-Range ist ein Bereich um einen Gegner herum. Dringt der Spieler in diesen Bereich ein, wird der Gegner selbstständig mit einem Angriff beginnen. Die Aggro-Range kann bei Gegnern, die z. B. erst angreifen wenn sie selbst angegriffen werden, null betragen.
Aggro-switchWechselt ein Monster das Angriffsziel, wird das aggro switch (dt. „Zielwechsel“) genannt.
AHAbkürzung für auction house (dt. „Auktionshaus“). Manchmal scherzhaft eBay genannt.
AltAbkürzung von alternate character bezeichnet einen alternativen Charakter, den ein Spieler neben seinem Hauptcharakter (siehe Main) spielt. Auch Twink oder Smurf genannt.
Asia-GrinderAls Asia-Grinder werden abwertend MMORPG-Spiele bezeichnet, die in ihrem Spielprinzip hauptsächlich aus mühevollen, sich ständig wiederholenden Abläufen (siehe Grind) bestehen. Diese Spielweise kommt häufig in Spielen aus dem asiatischen Raum vor.
AssistTo assist (dt. „unterstützen“) nennt man den fokussierten Angriff mehrerer Spielercharakter auf einen einzelnen Gegner, siehe auch spike.
AttributAttribute sind quantitative Repräsentationen für die körperlichen und geistigen Eigenschaften eines Spielcharakters, z. B. Stärke, Intelligenz, Ausdauer, Geschicklichkeit etc., die genretypisch im Laufe der Entwicklung und der Handlung eines MMORPGs auf vielfältige Weisen zu verbessern sind.
Attack Box (auch Hit Box)Volumen um ein Monster, welches seine angreifbare Reichweite darstellt. Diese kann größer sein als das Monster selbst.

## B
BAMBAM ist die Abkürzung von big ass monster (dt. „riesengroßes Monster“) und bezeichnet jene Gegnertypen, die wesentlich – oft um ein Vielfaches – größer als die Spielercharaktere und üblichen Monster sind. Sie erfordern häufig eine besondere Taktik, um besiegt werden zu können und stellen meist den abschließendes Boss eines Levels oder Gebiets dar.
Bind pointEin bind point ist der Ort, an dem die Spielfigur aufersteht, nachdem sie gestorben ist (player respawn). Bei manchen Spielen spielt der Spieler mit der toten Spielfigur zunächst in einer Geisterwelt weiter und muss erst zur Leiche seiner Spielfigur zurück, damit sie wieder ganz lebendig wird (siehe corpse run).
Bind on Equip
Bind on Pickup
Bind on Use
Als Bind on Equip/Pickup/Use (dt. „durch das Ausrüsten/Aufheben/Benutzen gebunden“) bezeichnet Gegenstände, die nicht mehr an andere Charaktere weitergegeben bzw. von anderen Charakteren benutzt werden können, nachdem sie von einem Spieler ausgerüstet, aufgehoben bzw. benutzt wurden.
Siehe auch den Mudflation.
Boss, Boss Monstersiehe unter Named
BrokenBroken (dt. „kaputt/zerbrochen“) ist etwas dann, wenn ein Charakter oder Champion so stark ist, dass er das Spiel kaputt macht.
Siehe auch unter Imba.
BuffBuffs sind unterstützende Zauber, die auf befreundete Charaktere oder auf den Spieler selbst ausgesprochen werden können. Sie können z. B. die Chance auf einen kritischen Treffer oder die Lebensenergie erhöhen. Manche Klassen sind auf diese Buffs spezialisiert (support class).
BuffbotEin Buffbot ist ein Nicht-Spieler-Charakter, der andere Charaktere mit Buffs versorgt. Siehe auch: Supporter.
Build, Template, SkillungSteht für die Kombination von Fertigkeiten, Attributen, Ausrüstung oder Spielweise eines Charakters. Die Kombination mehrerer aufeinander abgestimmter „Builds“ wird als Team-Build bezeichnet.

## C
Callen, Caller(engl. to call = rufen): einen Gegner als Ziel ausrufen, damit alle denselben Feind angreifen. Der dedizierte Spieler, der diese Aufgabe für einen bestimmten Zeitraum dauerhaft übernimmt, wird Caller genannt.
CarebearCarebear (dt. „Glücksbärchi“) ist eine meist abfällige Bezeichnung für Spieler, die ihren Charakter übervorsichtig spielen und etwaige Gefahrensituationen – bisweilen auf Kosten der Gruppe – und PvP vermeiden.
CastzeitAls Castzeit (Zauberzeit, Aktivierungszeit) wird die Zeit bezeichnet, die eine Fähigkeit von der Aktivierung bis zur Auslösung benötigt. Bewegt sich der Spieler währenddessen, so wird die Ausführung der Fähigkeit in der Regel abgebrochen (siehe auch instant). Interrupten ist das gezielte Unterbrechen von Spielern oder Monstern während der Aktivierungszeit.
Char, CharacterDer character ist die Figur, der Avatar, die der Spieler im Spiel kontrolliert.
ChinafarmerSteht abwertend für meist asiatische Spieler, die Geld und Gegenstände sammeln, um diese für reales Geld zu verkaufen (siehe auch farmen, Farm-Firma und Goldbauer).
Cooldown, CDBezeichnet die Zeit, bis ein Zauber, eine Fähigkeit oder Trank wieder nutzbar ist. Oft liegt auf einer ausführbaren Fertigkeit eine Cooldown-Zeit, und erst wenn diese abgelaufen ist, kann der Zauber, Trank, Gegenstand, das Verbrauchsmaterial oder die Fertigkeit wieder genutzt werden.
Corpse, Corpse runEin Corpse ist die Leiche eines MOB oder Charakters. Als corpse run bezeichnet man das laufen von bind point zum charakter corpse, um wieder aufzuerstehen.
Corpse campingBedeutet, dass ein überlegener Spieler ständig darauf wartet, dass der unterlegene Spieler zur Leiche seiner Spielfigur zurückkehrt und diese aufersteht, damit er die Spielfigur wieder töten kann. Dies dauert so lange, bis einer der zwei Parteien aufgibt und weg geht bzw. sich ausloggt.
CQC & CQBCQC und CQB stehen für Close Quarter Combat bzw. für Close Quarter Battle und sind auch unter Melee-Range bekannt. CQC/CQB ist somit die Bezeichnung für Spieler und Mobs, die sich ausschließlich im direkten Nahkampf gegenüberstehen.
curen, cleansenBedeutet, dass ein gegnerischer Debuff, der auf einen Mitspieler gelegt wurde, entfernt wird.
Crafter, CraftingEin Crafter („Handwerker“) ist ein Spieler, der für Mitspieler Gegenstände (z. B. Waffen, Rüstung, Tränke) herstellt.
creepenCreepen ist das andauernde Töten von mobs. Anders als beim campen ist man kaum am loot der mobs interessiert und tötet oft schwache Mobs.
CC, crowd control, corpse controlCrowd control bedeutet in etwa Massenkontrolle. Zum crowd control gehören alle Aktionen, die einen Mob oder Spieler vorübergehend in ihrer Bewegung einschränken bzw. ihn nicht angreifen lassen. Dieser wird also kurzzeitig aus dem Kampf herausgehalten. In einigen Spielen bezeichnet CC das gezielte Verwerten von Monster- oder gegnerischen Spieler-Leichnamen durch bestimmte Spielerklassen (corpse control).

## D
DD, Damage DealerEin damage dealer ist ein Charakter, der viel Schaden austeilen kann, oft aber nur eine schlechte Verteidigung besitzt (glass cannon).
Man kann zwischen mehreren Arten von damage dealern unterscheiden:
- nach Art der Schadensverteilung: Entweder DD, die in einem burst oder spike (dt. „Ausbruch, Spitze“) sehr viel Schaden in sehr kurzer Zeit anrichten, danach aber eine Weile eher mittelmäßig austeilen, oder jene, die über längere Zeit konstant hohen Schaden anrichten – dabei aber niemals größere Schadensspitzen erreichen.
- nach Art der Reichweite: Entweder Nahkämpfer (MDD engl. für melee damage dealer) welche nur nahen Gegnern Schaden verursachen können, dafür aber Fähigkeiten wie das anspringen oder heranziehen der Gegner beherrschen. Oder Fernkämpfer (RDD engl. für range damage dealer), welche Gegner schon aus der Entfernung angreifen können, dafür aber oft eine Mindestreichweite für ihre Angriffe besitzen, d. h. ein zu naher Gegner kann mit manchen Attacken nicht angegriffen werden.

DebuffEin Debuff ist eine temporäre Verringerung der Charaktereigenschaften, die in der Regel durch gegnerische Aktionen, Umwelteigenschaften (environment debuff) oder der Spielmechanik selbst (etwa nach dem Wiederbeleben des Charakters als Zeitstrafe) ausgelöst wird. Viele Debuffs lassen sich durch curen der Spieler wieder entfernen. Als Debuff können allerdings auch Fähigkeiten gemeint sein, die positive Buffs des Gegners entfernen können, um so seinen Vorteil zu mindern. Das hängt vom jeweiligen Spiel ab und sollte dies so sein, wird die oben beschriebene Bedeutung von „Debuff“ durch Begriffe wie DoT oder ähnliche ersetzt.
Direct Damage, DDDie Abkürzung für direct damage (dt. „direkter Schaden“) bezeichnet Schaden durch Zauber, Aktionen oder Angriffe, die einem Ziel direkt und unverzüglich zugefügt wird. Gegensatz: DoT. Siehe auch Damage Dealer.
Dispel(engl. für dt. „zerstreuen, aufheben“): Bezeichnet das Entfernen oder Neutralisieren eines Zauber-Effekts von einem Charakter unabhängig von der Wirkungsart (positiv oder negativ).
DKP, PunktesystemDKP ist die Abkürzung von dragon kill points (dt. „Drachentötungspunkte“) und bezeichnet ein System zur Verteilung von loot.
DNH, Do Not Harm
Mit DNH werden Clans oder Spieler markiert, die nicht angegriffen werden sollen, weil sie Freunde oder Alliierte sind.
DoT(engl. Damage over Time, dt. „Schaden über (die) Zeit“): Ein DoT bezeichnet eine Aktion mit einer verzögerten Gesamtschadenswirkung. Im Gegensatz zu anderen Schadensaktionen wie z. B. Schwerthieben, bei denen der Schaden direkt auf die Aktion folgt, verteilt der DoT seine Wirkung nach einem Initialschaden über eine bestimmte, der Aktion nachfolgende Zeitspanne hinweg und kann mit einem Debuff während oder nach der Laufzeit verbunden sein. Typisches Beispiel in vielen Spielen: Schaden durch Gift über Zeit. Der HoT (Heilung über Zeit) kann als Gegenteil des DoT aufgefasst werden.
damage per manaSchaden, den ein Zauber verursacht, geteilt durch die Kosten seiner Ausführung (oftmals Mana).
DP
- dungeon party (dt. „Verliesgruppe“): Bezeichnet eine Gruppe, die gezielt zusammengestellt wurde, um einen Dungeon zu betreten.
- death penalty (Strafe für den Tod) für temporäre Debuffs nach dem Wiederbeleben eines Spielers.

DPLFSteht für dungeon party looking for und besagt, dass eine Dungeon Party noch Spieler sucht.
DPS, damage per second(engl. für „Schaden pro Sekunde“ (SPS)): DPS ist ein Wert, um das Schadenspotenzial unterschiedlicher Zauber, Waffen und Aktionen miteinander zu vergleichen. Berechnet wird er aus dem Quotienten aus Angriffs- bzw. Zaubergeschwindigkeit, also wie viele Aktionen dieser Art in einer bestimmten Zeit ausgeführt werden können, und dem potentiellen Schaden, der je Aktion im Durchschnitt verursacht wird. Ein Schwert, welches alle 2 Sekunden 30 Schadenseinheiten zufügen kann, hat einen DPS von 15,0.
Drain(engl. für dt. „abziehen, ablassen“): Bezeichnet eine Aktion, die vitale Werte des Feindes schwächt und dabei gleichzeitig die des Spielers stärkt. So könnte der Gegner Leben oder Energie verlieren und der Wirkende einen proportionalen Teil davon gutgeschrieben bekommen. Oftmals als kombinierter HoT/DoT realisiert.
Drop, droppenEin drop, oft auch loot genannt, ist das, was ein mob zurücklässt, wenn er besiegt wurde.

## E
EmoteAbkürzung von emotion, dem (auch in Textform!) visualisierten Ausdrücken einer bestimmten Aktion oder eines Gefühls. Dieses erfolgt meistens durch eine Textausgabe, die besonders ausgezeichnet ist und welcher automatisch der Charaktername des Ausführenden vorangestellt wird; gegebenenfalls wird auch das Ziel der Aktion miteinbezogen. So gibt z. B. der Befehl /emote hat Angst den Satz <Charakter hat Angst> im Chatfenster aus. Eine andere Variante sind vordefinierte Befehle, die eine bestimmte Aktion, fallweise verbunden mit einer passenden Animation des Avatars ausgeben. Z. B. lässt /wave den Charakter im Spiel winken. Emotes werden in der Regel im Rollenspiel eingesetzt.
XP, EP, EXPDies sind Abkürzungen für experience points, das heißt für Erfahrungspunkte, die ein Spieler durch Besiegen von Gegnern oder durch das Erfüllen von Aufgaben als Belohnung erhalten kann. Diese spiegeln das Maß der Charakterentwicklung im Laufe der Spielzeit wider. Mit mehr Erfahrungspunkten wird der Charakter mächtiger, er lernt neue Aktionen und Fertigkeiten und kann somit schwierigere Aufgaben erfüllen. Oftmals springt die Charakterentwicklung an bestimmten, vom Spiel vorgegebenen Grenzwerten der Erfahrungspunktezahl (Levelaufstieg).
EpicsAbkürzung für „epische Ausrüstungen“, Ausrüstungsgegenstände von sehr hoher Qualität, die nur selten gefunden werden können oder die mühsam verdient werden müssen (s. a. Grind).

## F
FacerollenAls „faceroll“ bezeichnet man eine Tätigkeit, welche derart stupid und simpel ist, dass man sie im Prinzip, durch das Auflegen des Gesichts auf die Tastatur plus gleichzeitiges links-rechts Wippen des Kopfes erledigen könnte. Wird in MMOs gewöhnlich für simples grinding verwendet.
'Farmen, FarmerIm neutralen Sinne bezeichnet Farmen zunächst nur das wiederholte Töten von Mobs oder das Sammeln von Materialien und steht damit dem Grind nahe. Das Farmen kann von der Spielmechanik nahegelegt werden, wenn z. B. ein Handwerks- oder Rufsysteme repetitive Handlungen zur Weiterentwicklung bzw. Zielerreichung favorisiert oder Eigenschaften durch Wiederholungen verbessert werden können.
- Farmen kann auch leicht abwertend das massenhafte Töten von (oft sehr unterlegenen) Mobs bedeuten, deren loot dann zur Gänze verkauft wird, um vom Spiel vorgegebene Kosten damit zu finanzieren (siehe moneysink). Es wird also ein stetes Einkommen generiert, welches die eigene Entwicklung sicherstellt.
- Farmen kann auch negativ das gierige „Abernten“ von Gegenden (Mobs oder Ressourcen) meinen, welches andere Spieler im Spiel stören kann und welches nur der eigenen spielinternen Bereicherung dient.
- Farmer bezeichnet zuletzt auch Spieler, die durch Farmen gewonnenes Spielgeld, z. B. in Auktionshäusern wie eBay, verkaufen und damit der spielinternen Ökonomie empfindliche Schäden bis zum völligen Zusammenbruch zufügen können (siehe auch: Chinafarmer, Goldfarmer).

Farm-FirmenFirmen, die professionell virtuelle Gegenstände in MMORPGs sammeln lassen, um sie über Internet Shops und eBay gegen reales Geld zu verkaufen.
FCOft meinen Spieler damit „falscher Chat“. Also wenn ein Spieler sich im Chat Channel vertan hat oder einfach nur Unsinn geschrieben hat. FC wird auch häufig in Rhythmus-Spielen wie Beatmania oder osu! verwendet, um eine „Full Combo“ auszudrücken, also dass alle Noten/Elemente getroffen wurden.
FUBARAbkürzung für Fucked Up Beyond All Recognition, erboster Ausruf von Spielern, die der Auffassung sind, ihre Charakterklasse werde extrem generft oder durch Fehler (Bugs) quasi unspielbar gemacht.

## G
Gamble, gamblen(von engl. gamble, dt. „Glücksspiel“): Es steht für Glücksspiel innerhalb des Spiels oder Spielfunktionen, die im Wesentlichen auf Glück setzen. Ist z. B. das Uppen von Gegenständen stark glücksabhängig, spricht man vom Gamblen.
Gank, ganken, Ganker(von engl. gank, zusammengesetzt aus gang und kill, dt. „Gruppe“ „töten“): Ein Gank ist das Ausnutzen der momentanen Schwäche einer Spielergruppe, die von einer anderen Spielergruppe zu deren Nachteil weidlich ausgenutzt wird. In Spieler-gegen-Spieler-Situationen führt dies oft zu einem Wipe der gegnerischen (Teil-)Gruppe. Sind mehrere Spielergruppen beteiligt, spricht man auch von einem Gank, wenn sich mehrere gegnerische Teams gegen eine – zumeist dem Sieg bereits nahestehende – Gruppe verbünden und diese durch pure zahlenmäßige Überlegenheit vernichtend schlagen.
GCD, Global Cooldown(von engl. Global Cooldown, dt. „globale Abkühlung“): Zeit, bis Fähigkeiten wieder nutzbar sind, nachdem man eine Fähigkeit genutzt hat, trifft auf alle Zauber bis auf wenige Ausnahmen zu. Wird oft in Spielen eingebaut, um einen Vorteil durch schnelleres Drücken einer Taste vorzubeugen. Der GCD beträgt normalerweise etwa 0,5 bis 1,5 Sekunden und kann manchmal durch bestimmte Werte wie etwa Tempowertung reduziert werden.
GM(von engl. Game Master, dt. „Spielleiter“): Bezeichnet die Autorität innerhalb einer Community, die oft vom Serverbetreiber angestellt oder ehrenamtlich ernannt werden. GM helfen bei Problemen und sorgen dafür, dass die Spielregeln eingehalten werden. Bei Regelverstößen haben sie die Möglichkeit, dementsprechend Maßnahmen einzuleiten, z. B. durch Account-Sperren. Ihnen stehen immer erweiterte Möglichkeiten im Spiel zur Verfügung.
GildeEine Gilde ist ein Zusammenschluss mehrerer Spieler in einer Spielwelt. Die Bildung einer Gilde erfolgt aus dem Wunsch der Spieler heraus, öfter und effektiver zusammen zu spielen. Durch die Bildung einer Gilde gelangen die an der Gilde beteiligten Spieler in den Genuss verschiedener, von Spiel zu Spiel unterschiedlicher Vorteile, wie z. B. eines eigenen Chat-Kanals, eines Gildenhauses oder eigener Farben und Wappen für ihre Rüstungen. In manchen MMORPGs erhalten Gildenmitglieder gegenüber gildenlosen Spielern sogar direkte Vorteile. Synonyme für Gilden sind u. a. Sippe oder Allianz.
GimpBezeichnet in herablassender Weise einen erfahrenen Spieler, der die Fähigkeiten seines Charakters „nicht optimal ausnutzt“, also landläufig einfach „schlecht spielt“.
GKGildenkrieg. Siehe auch GVG. In einigen Spielen auch als „Götterkraft“ bezeichnet
Griefing, grief play(abgeleitet aus der engl. Wendung to come to grief, dt. svw.: „etw. zunichte machen“): Bezeichnet eine Spielweise oder Aktionen, die andere Spieler absichtlich und wiederholend behindert. Ein Griefer ist ein Spieler, der Freude empfindet, wenn er anderen Spielern den Spaß am Spiel nehmen kann. Einige MMORPGs haben Meldesysteme oder automatisierte Mechanismen, die vom grief play abschrecken sollen.
Grind, grinden, Grinding(von engl. grind, to grind, dt. „Plackerei“, „schuften“): Bezeichnet regelmäßige, sich ständig wiederholende Spielabläufe (das Questen, das Handeln, das Skillen usw.), die notwendig sind, um ein bestimmtes Ziel im Spiel zu erreichen. Grind ist bis zu einem gewissen Maß immer natürlicher Routine-Teil des Genres, welches auf kontinuierliche Weiterentwicklung ausgelegt ist. Der Grad an grinding, der zum Erreichen essentieller Spielziele von den Entwicklern vorausgesetzt wird, ist jedoch umstrittenes Thema unzähliger Diskussionen. Das spieltechnisch möglichst gering eingesetzte Maß an Grind-Monotonie zugunsten von einzigartigen Spielinhalten gilt in Europa als positives Merkmal eines MMORPGs. Traditionelle P&P-Rollenspiele waren ursprünglich weitgehend frei von Grind, ebenso wie viele CRPGs, doch mussten diese auch keine Abonnenten dauerhaft binden, um für die Hersteller Gewinn abzuwerfen.
GvG(von engl. Guild versus Guild, dt. „Gilde gegen Gilde“): Bezeichnet eine besondere Art des PvP-Kampfes (Player vs Player, Spieler gegen Spieler), in dem zwei oder mehrere Gilden in Teams gegeneinander kämpfen.

## H
Hate, hatelistHate (dt. „Hass“) ist ein Wert der angibt, wie viel Aggro der Charakter bei einem Gegner hat. Jede Aktion eines Charakters, die einem Mob Schaden zufügt (z. B. Schlag mit Waffe), einem Mitangreifer nützt (Heilung) oder die den Gegner reizt (taunt bzw. spott, dt. „verhöhnen“ bzw. „spotten“) erzeugt eine gewisse Menge Hass. Jeder Mob führt (programmiertechnisch gesehen) eine Liste, Hatelist genannt, mit allen Charakteren, die zur selben Zeit in seiner Aggro-Reichweite sind. Der Charakter mit dem höchsten „Hatewert“ in der Liste hat die Aggro des Mobs, wird also vom Monster attackiert. Die (spielinterne und nicht sichtbare) Hatelist ist wichtiger Bestandteil des Aggro Management zwischen Tank, Heiler und Damage Dealer.
HealerHealer (dt. „Heiler“) sind Charakterklassen oder Berufe, die sich auf das Heilen von anderen Spielern spezialisiert haben. Einige MMORPGs bieten weitere Differenzierung an (z. B. Prots oder protectors, die Schaden verhindern oder aufheben, statt ihn im eigentlichen Sinn zu heilen).
HoT(engl. Heal over Time, dt. „Heilung über (die) Zeit“): Bezeichnet eine Aktion, die fortgesetzt Heilung über eine bestimmte Zeitspanne hinweg garantiert. Nach einer möglichen initialen Heilung folgen in bestimmten Intervallen oder kontinuierlich weitere Heilimpulse (auch: regeneration). HoT kann auch durch Umwelteffekte oder spezielle beschworene, meist statische Spielerbegleiter ausgeübt werden. Das Gegenteil ist der DoT (Damage over Time).
HousingIn manchen MMORPGs besteht die Möglichkeit, Häuser zu kaufen oder zu mieten, diese einzurichten und darin zu wohnen, was in der Regel als Housing bezeichnet wird.

## I
Imba, IMBA(engl. imbalanced, dt. „unausgewogen“): Eine Imbalance bedeutet im engeren Sinne eine Unausgewogenheit in der Spielmechanik, die bestimmte Klassen, Fähigkeiten, Spielweisen oder Ausrüstungsgegenstände favorisiert. Es kann weiterhin auch bedeuten, dass ein Spieler aufgrund seiner Ausrüstung oder seiner persönlichen Fähigkeiten besonders im Vorteil gegenüber anderen ist. Der Begriff wird seit langem in vielerlei Weise ironisierend oder (selbst)ironisch gebraucht, kann aber auch die höchste Anerkennung für echte Spielbeherrschung darstellen. Auch: „Impossible to bash alone“.
IMAAbkürzung von „Ich mich auch“, wird meistens gesagt als Antwort zu „Freue mich schon drauf“.
INC(von engl. Incoming): Warnruf an die Gruppe, um auf einen unerwartet auftauchenden Gegner aufmerksam zu machen. Siehe auch Add.
Instant(dt. „unmittelbar, instantan“): Bezeichnet Aktionen, die ohne (unterbrechbare) Verzögerung ausgelöst werden können, d. h. sie besitzen keine Aktivierungs- oder Castzeit. Damit können sie nicht unterbrochen werden (siehe Interrupter).
Instanz, IniEine Instanz ist ein Gebiet, für die beim Betreten für jeden Spieler bzw. Gruppe eine eigene temporäre Kopie erstellt wird, d. h. man begegnet darüber hinaus keinen anderen menschlichen Spielern. Sind Instanzierungen mit besonderen Belohnungen verbunden, werde diese nach Bewältigung des Endgegners oft für die beteiligten Spieler ganz oder in Abschnitten gesperrt (kolloquial wird auch hier von Cooldown gesprochen), um ein übermäßiges Farmen zu verhindern.
INT(von engl. Intelligence, dt. „Intelligenz“): Bezeichnet ein Attribut in MMORPGs, welches in der Regel für zauberwirkende Klassen von Bedeutung ist. Die INT ist meistens für die Höhe des Manavorrates und andere mit Zaubern in Zusammenhang stehende Werte verantwortlich.
Interrupter(dt. „Unterbrecher“): Bezeichnet Klassen oder Skillungen, die sich darauf spezialisiert haben, Gegner während der Verwendung von Fähigkeiten mit einer Aktivierungszeit (Casttime) zu unterbrechen, wobei die entsprechende Aktion, z. B. ein Zauber, fehlschlägt. Ähnlich wie beim crowd control können dadurch einzelne Gegner an der Spielteilnahme zumindest teilweise gehindert werden (shutdown). Siehe auch Instant.
Inv(von engl. Invite, dt. „Einladung“): Ausruf eines Spielers, dass ein anderer Spieler, oder er selbst, in eine bereits bestehende Gruppe eingeladen werden soll. Als Inv wird auch das Inventar (engl. inventory) eines Spielers bezeichnet.

## K
KitenKiten: (engl. kite flying, dt. „Drachenfliegen“) ist eine spezielle Bewegungs- und Angriffstechnik, in dem der Angegriffene sich, meist in leicht kreisender Bewegung, von seinem Gegner wegbewegt. Ziel ist es, möglichst selten in die Nahkampfreichweite des Anderen zu gelangen, um somit sowenig Schaden wie möglich einzustecken. Fernkämpfer und Zauberer können dem Gegner dabei weiterhin Schaden zufügen, es ist aber auch ein rein passiv-defensives Kiten möglich, z. B. für Heiler. Die Bewegung um den verfolgenden Gegner herum ähnelt stark dem spiralig-taumelnden Kreisen eines Lenkdrachen im Wind, daher der Name.
KoS(engl. kill on sight, dt. „töten, sobald gesichtet“ / DK, „Dauerkill“): Bezeichnet einen Status, der von Spielern an andere Spieler vergeben wird. Dieser Status bedeutet das versprechen, die Spielfigur des anderen, auf KoS gesetzten Spielers sofort und gnadenlos bei Sichtkontakt virtuell zu töten. Dieser Status wird oft an Spieler ausgegeben, welche eine spielerische Ungerechtigkeit begangen haben.
KS(engl. kill stealing): Bezeichnet eine Methode des Grief Play, bei der ein Spieler den Gegner eines anderen Spielers tötet. Dies kann ein Boss sein, der zur Erfüllung einer Aufgabe zu töten ist, bzw. der einen wertvollen Gegenstand droppt, oder ein Spieler-gegen-Spieler-Gegner, den der andere Spieler bereits mühevoll geschwächt hat. Um KS im eigentlichen Sinn handelt es sich nur, wenn die eigentliche Arbeit von dem ersten Spieler erledigt wurde, der Lohn dafür aber unberechtigt von einem anderen Spieler eingestrichen wird. Viele moderne MMORPGs haben Mechanismen gegen Kill Steal implementiert (Mobs, EP oder Loot werden an den ersten Angreifer gebunden).

## L
Leechen(von engl. Leech, dt. „Blutegel“): Bezeichnet Spieler, die innerhalb einer Gruppe weniger den gemeinschaftlichen als den privaten Nutzen im Sinn haben. Oftmals stellen diese kurz nach Betreten eines Gebiets alle Spielhandlungen ein und partizipieren nur noch an den Spielfortschritten oder Belohnungen der anderen Spieler, die automatisch der gesamten Gruppe zugutekommen. Der Vergleich mit dem Blutsaugen rührt aus der Tatsache, dass solche Spieler nicht nur ohne eigene Bemühungen von der Gruppe profitieren wollen, sondern diese zudem durch ein faktisch unterbesetztes Team stark schwächen (insbesondere in Spieler-gegen-Spieler-Gruppen). Leechen ist eine Form des Grief Play, die auch gezielt zum bloßen griefen verwendet werden kann. In manchen Games auch der Begriff für das vampirartige Auffüllen der eigenen Lebenspunkte beim Kampf, anteilig für den ausgeteilten Schaden, eine Ansammlung von Vampirschmuck wird dann auch „Leechset“ genannt
In vielen Spielen z. B. Ragnarok Online oder World of WarCraft wird das Leechen auch als eine Form von Dienstleistung angeboten. Meist wird es mit der Spielewährung, Equipment oder eigenen Dienstleistungen bezahlt.
Dieser Dienst wird meist von Spielern genutzt, die das eigene Aufleveln der Figur als lästig bzw. langweilig empfinden. Leechen ist in den meisten Spielen eine der teuersten „Luxusgüter“ und wird daher meist nur von sehr reichen Spielern genutzt. Es gibt dann noch das kostenlose Leechen was aber meist nur bei Freunden oder Spielern gemacht wird, die einen sehr niedrigen Level haben, um denen etwas zu helfen.
LFG, LFT, LFM, LF, LFRBezeichnet Abkürzungen, die die Suche nach weiteren Spielern für eine Gruppe oder eine bereits bestehende Gruppe zum Inhalt hat. LFG bedeutet „Looking For Group“, LFT „Looking For Team“ und LFM „Looking For More“, bzw. „Looking For Member“ oder LF Looking For. Oft in Verbindung mit dem Reiseziel der Gruppe, bspw. „LFG Instanz XY“ (dt. „Suche nach einer Gruppe für die Instanz XY“). Eingedeutscht auch SNG („Suche nach Gruppe“). LFR bedeutet dementsprechend „Looking for Raid“, wobei hiermit in einigen Spielen auch der direkte Browser gemeint ist, mit dem man einer zufälligen Gruppe von Spielern für einen Raid beitreten kann. Bei LF wird meist angehängt, was man sucht. Dies kann ein weiteres spezifisches Gruppenmitglied (LF DD / LF Tank / LF Healer) aber auch ein Gegenstand sein.
LOSAbkürzung für „Line of Sight“. Direkte Sichtlinie, die bei den meisten Castern Voraussetzung für das Wirken von Zaubern ist.

## M
MainIn den meisten Spielen ist es möglich, mehrere Charaktere zu erstellen. Als Main bezeichnet man den Charakter (seltener auch die Charaktere), mit dem der Spieler am häufigsten in der Spielwelt unterwegs ist. Alle Charaktere, die weniger gespielt werden als der Mainchar, bezeichnet man als Twinks oder Alts, nach Funktion auch Mule.
ManaAlter Begriff aus den ersten (MMO)RPGS wie z. B. Everquest. Mit Mana ist die Zauberenergie gemeint, die ein Magier oder Heiler benötigt, um seine Zauber zu wirken. Daher kommt auch die Abkürzung OOM (out of Mana), womit der Caster (zaubernde Charakter) der Gruppe in Kurzform zu verstehen gibt, dass er keine Energie mehr zum Wirken eines Zaubers hat.
MatsMaterial, beschreibt die zum Herstellen von Rüstungen, Waffen oder Nahrungsmitteln benötigten Materialien
MC, Mind ControlMind Control bedeutet die Übernahme der körperlichen und/oder geistigen Kontrolle über einen Gegner. Der Anwender steuert für die Dauer des MC den Gegner so, als wäre dies sein eigener Charakter.
MDDNahkämpfer, siehe auch DD
Mez, mezzen(von engl. mesmerize, dt. „hypnotisieren“): Fähigkeit, die einen Gegner für eine meist mittlere Zeitspanne in einen kampfunfähigen Zustand versetzt, solange er nicht Ziel eines Angriffs wird. Siehe crowd control.
Min-MaxingBeschreibt das Maximieren der Stärken und Minimieren der Schwächen eines Charakters, indem Ausrüstung, Taktik und Fähigkeiten optimal kombiniert werden. Der Begriff stammt aus dem P&P-Rollenspieljargon, wo er sehr pejorativ verwendet wird. Min-Maxing beißt sich möglicherweise stark mit dem Rollenspiel, wird aber durch die Spielmechanik moderner MMORPGs zu einem inhärenten Zwang, der zu relativ gleichförmigen Charakterausprägungen und -ausrüstungen nach dem Ausleveln führen kann.
Minion MasterEin „Minion Master“ (Diener-Meister) beschreibt einen Charakter, der bewegliche, mehr oder weniger selbständig agierende Kreaturen beschwören kann, die ihn (und seine Gruppe) im Kampf unterstützen. Vom Minion Master spricht man erst, wenn dieser potenziell zahlreiche Kreaturen auf einmal beschwören kann, andernfalls spricht man vom Pet Master.
Mobile Object Block (MOB)Etwa beweglicher Objekt-Abschnitt; bezeichnet die computergesteuerten Figuren in der Spielwelt. Der Term wird fälschlich oft als Kurzwort für Monster (im Unterschied zu den NPCs) benutzt.
MountAls Mount wird allgemein ein reitbares Wesen oder steuerbares Vehikel bezeichnet, welches dem Spieler individuell zur Verfügung steht (im Gegensatz zu festen Transportrouten). Dieses dient als Reisevehikel, um größere Distanzen in der MMORPG-Welt schneller überwinden zu können. In den meisten MMORPGs gibt es diverse Einschränkungen, z. B. dass ein Mount nicht in geschlossenen Räumen, nur in nicht bewohnten Orten oder nur zeitlich begrenzt verwendet werden kann.
MP(engl. Magicpoints oder Mist-Points, dt. „Magiepunkte“, oft auch Mana): Magiepunkte bezeichnet den Wert, der die verfügbare Energie zur Verwendung von Zaubern eines Charakters bezeichnet. Setzt ein Charakter Zauberfertigkeiten ein, so wird ein dieser Aktion inhärenter Betrag vom verfügbaren Mana abgezogen. Sinken die Magiepunkte auf null, so kann der Charakter keine weiteren Zauber mehr verwenden. In den meisten MMORPGs regenerieren sich die MP mit der Zeit von selbst oder können durch Verbrauchsmaterialien (wie Tränke) wieder aufgefrischt werden.
MPK(von engl. Monster Player Kill): Bezeichnet einen Vorgang, bei dem – oftmals unter Umgehung der Regeln – die Spielfigur eines Mitspielers unter Zuhilfenahme von Monstern getötet wird, indem das Monster in die unmittelbare Nähe (Aggro-Range) des Opfers gezogen und dort sich selbst überlassen oder auf den Mitspieler gelenkt wird. In den meisten MMORPGs fällt ein solches Verhalten unter Training oder auch Grief Play, kann bisweilen aber auch erlaubter Teil der PvP-Taktik sein.
MuleMule (engl. für Packesel) bezeichnet alternative, meist niedrigstufigere Charaktere, die ausschließlich als Lager- oder Bank-Charaktere zur Schaffung zusätzlichen Stauraums für Gegenstände, Geld usw. geschaffen werden. Über einen spielinternen Postversand, charakterübergreifenden Stauraum, Handel mit Freunden oder gemeinschaftliche Gildenlager ist es Hauptcharakteren (Mains) so möglich, Teile ihres Inventars auf Mules zu verschieben und diese bei Bedarf wieder zurückzuholen. Das eingedeutschte Verb „mulen“ meint den gesamten Vorgang.

## N
Named Mob, Named oder Unique (Monster)Als named (dt. „benannt“) bezeichnet man Monster, die aus dem Heer gleichartiger Monster durch individuellen Namen herausstechen, wohingegen die meisten anderen Gegner nur eine Gattungsbezeichnung tragen und damit praktisch anonym sind. Manche Named Mobs haben besondere Funktionen, z. B. als Boss oder Teil einer Quest. Andere Named Mobs erscheinen einfach zufällig irgendwo, als Abwechslung zu normalen Mobs. In der Regel sind sie stärker als ihre unbenannten Artgenossen und führen in der Regel auch hochwertigere oder einmalige Beute mit sich.
Need before Greed(dt. „Bedarf vor Gier“): Regelung zur Verteilung von Beute, die darauf beruht, dass Gegenstände bevorzugt an diejenigen Spieler verteilt werden, die diese benötigen, um ihre klassen- oder berufsspezifischen Aufgaben zu erfüllen (also das Schwert für den Krieger, das Eisen für den Schmied usw.). Erst wenn der Bedarf dieser Klassen gedeckt ist, dürfen andere einen Anspruch anmelden, zum Beispiel um den Gegenstand zu verkaufen oder an einen Zweitcharakter weiterzugeben. Altruistische Spieler können auch verzichten.
Nerf oder nerfenDies bezeichnet das Abschwächen oder Abwerten von Gegenständen, Zaubersprüchen oder sonstigen Fähigkeiten durch den Spieleentwickler. Ein Englisches Akronym von: not even remotely fair.
NPCAbkürzung für das engl. non player character (dt. „NSC“ – „Nicht-Spieler-Charakter“). NPC bezeichnet eine vom Computer gesteuerte Spielfigur. NPCs können sowohl Händler, Auftraggeber, aber auch befreundete Einheiten oder passive Gegner sein.
Ninja-LootBezeichnet das looten von Beute, die einem nicht zusteht, also mit anderen Worten den Diebstahl von Beute. Ninja-Looter wird manchmal auch ein Teamkamerad genannt, der besonders voreilig oder gierig beim looten ist. Diese Praktik kann unter Umständen auch als Grief Play eingestuft werden. Ebenfalls sind es Charaktere, die fremde Gegenstände heimlich looten mit einer Fähigkeit, die einem unsichtbar macht (Stealth, Hide), um nicht gesehen zu werden.
NoobUrsprünglich eine Abwandlung aus dem Englischen Newbie (dt. „Neuling“) oder Newb. Gelegentlich verunstaltet in Nub oder Nab. Neben Anfänger und Neulinge wird das Wort noch außerdem benutzt für Nichtskönner, Taugenichts sowie angeblich begriffsstutzige Spieler und Verlierer.

## O
OOMAbkürzung für Out of Mana (dt. „Magiepool ist leer“)
OOPAbkürzung für Out of Power (dt. „Energievorrat ist leer“)
OORAbkürzung für Out of Range (dt. „außerhalb der Reichweite“)
OOS, OOEAbkürzung für Out of Stamina und Out of Endurance (dt. „Ausdauerpool ist leer“) bzw. Out of Energy (dt. „Kraftpool ist leer“)
OOSebenfalls Abkürzung für „Out of Sight“
OPAbkürzung für Over powered (dt. Übermächtig). Bezeichnet einen Spieler, Gegner oder Gegenstand der den anderen weit überlegen ist.
Operation (auch OP abgekürzt)siehe Raid
OpenPvPDiese Bezeichnung beschreibt ein Gebiet oder eine Spielvariante, in dem an jedem Ort PvP erlaubt und erwünscht ist.

## P
P2P(engl. Abkürzung für Pay-to-Play, dt. „bezahlen, um zu spielen“): P2P sind kostenpflichtige Spiele. Sie werden deshalb so genannt, da im Gegensatz auch Spiele existieren, die kostenlos sind (F2P, engl. Free-to-Play), um sie voneinander zu unterscheiden.
Um Zugang zu P2P-Spielen zu erhalten, müssen Spieler-Accounts gekauft werden, die den Kunden meist eine Spielzeit für 1 Monat gewährleisten. Optional, abhängig vom Spiel gibt es die Möglichkeit die Spieldauer mit günstigeren Preisen für 3 Monate oder sogar ein halbes Jahr im Voraus zu zahlen. Grundsätzlich können abgelaufene Spieler-Accounts jederzeit verlängert werden. Nur bleiben sie inaktiv bis erneut verlängert wird, sie werden niemals gelöscht. Durchschnittlich kosten P2P-Accounts monatlich etwa 12,- EUR.
Es gibt eine weitere Variante, die beides vereinen, indem sogenannte Premium-Pakete angeboten werden. Sie enthalten zusätzlichen Bonus sowie freigeschaltete Dinge jeglicher Art, die im Spiel vorteilhaft sind. Premium-Pakete sind meist zeitbegrenzt und falls nicht erworben, besteht die Möglichkeit ohne Premium weiterzuspielen, dafür aber ohne Bonus. Außerdem gibt es Spiele, bei dem es nur beim einmaligen Erwerb des Produkts bleibt, ohne weitere monatliche Kosten zu zahlen. Diese werden generell nicht kostenlos heruntergeladen, sondern sind ausschließlich für den Kauf im Einkaufsladen oder in Onlineshops erhältlich.
Die alternative Bedeutung für die englische Abkürzung Peer-to-Peer (P2P) Connection (von englisch peer „Gleichgestellter“, „Ebenbürtiger“) und Rechner-Rechner-Verbindung sind synonyme Bezeichnungen für eine Kommunikation unter Gleichen. Bezeichnet eine instanzierte Spielwelt in der jeder Spieler zu jedem eine Verbindung aufbaut und somit Pingschwankungen bei jedem Spieler extrem unterschiedlich auftreten (kein Server der reguliert). Häufig verwendet bei F2P-Spielen um Server-kosten zu sparen.
Pet(dt. „Haustier“): Ein Pet ist ein dauerhafter, aber nur einzeln auftretender Begleiter eines Charakters. Der Name „Pet“ ist darin begründet, dass es häufig in Tiergestalt auftritt, es können aber auch andere Wesen wie z. B. Dämonen sein.
Es kann sich um einen Nicht-Spieler-Charakter handeln, der dem Spielercharakter nur zu dekorativen Zwecken folgt oder zumindest nur passive Buffs bewirkt.
Als Pets werden aber auch Begleiter bezeichnet, die Teil der Spielweise einer Klasse sind, eine entscheidende Rolle im Spiel haben und in der Lage sind, selbsttätig oder nach Anweisungen zu kämpfen. Skillungen, die auf dem Führen eines einzelnen, besonders starken Begleiters beruhen, werden auch als Beastmaster bezeichnet; davon zu unterscheiden ist der Minion master, der in der Regel eine Vielzahl von eher schwächeren Dienern (und keine Pets) befehligt.
PF(engl. Abkürzung für Party-Finder, dt. Spielgefährten-Suche oder Gruppensuche): PF ist eine Anfrage an einen oder mehrere Spieler, um gemeinsam Abenteuer zu bestreiten.
Placeholder, PHEin Placeholder (dt. „Platzhalter“) ist ein Mob, der anstelle eines Named stehen kann. Das Besiegen eines PH kann diesen Named spawnen lassen.
Pot(von engl. potion): Ein Trank, der ein Verbrauchsgut darstellt, der den Spielcharakter stärkt. Es gibt eine Vielzahl unterschiedlicher Tränke. Fast immer finden sich solche, die Leben oder Mana wiederherstellen. Darüber hinaus gibt es Tränke die Buffen, Debuffs aufheben oder die Regeneration beschleunigen können. Meistens haben Tränke einen Cooldown.
PoT (Power Over Time)eine Kraft oder Fertigkeit, welche anderen Spielern kontinuierlich über eine bestimmte Zeit Energie oder Leben wiedergibt oder Gegner diese entzieht.
Powerleveling, PLBezeichnet das beschleunigte Aufleveln eines Spielecharakters durch Hilfe eines Guides, der bisweilen internetbasiert zur Verfügung steht, bisweilen in Buchform vorliegt, oft aber kostenpflichtig ist. Diese Anleitungen erklären minutiös, welcher Weg der effektivste ist, um mit möglichst wenig Aufwand den schnellen Gewinn von Erfahrungspunkten zu erreichen. Erfahrene Spieler können dies aufgrund ihrer zuvor gesammelten Spielerfahrung auch ohne Anleitung bewerkstelligen. Die Bezeichnung „Boost“ oder „boosten“ wird oft synonym dazu verwendet.
Des Weiteren gibt es professionelle Anbieter, welche die Charaktere eines Spielers gegen Bezahlung trainieren. Diese Dienstleistungen sind jedoch unter den Spielern und von den Betreibern geächtet und werden unter Umständen als Betrug bzw. als Verletzung der Benutzungsbedingungen angesehen.
Eine weitere Form des Powerleveling besteht darin, dass ein Spieler mit niedrigem Level von einem Spieler mit hohem Level unterstützt wird, der seine Hilfestellung aber auf das reine „am Leben erhalten“ des anderen beschränkt und für sein Tun auch keine oder kaum Erfahrungspunkte bekommt. Da der Low-Level-Spieler auf diese Art Monster töten kann, die um einiges stärker sind und entsprechend mehr Erfahrungspunkte abwerfen, steigt dieser schneller auf. Neuere MMORPGs haben Mechanismen gegen diese Art des Durchschleusens implementiert.
Pull, PullerPull (dt. „heranziehen, heranholen“) wird das gezielte, kontrollierte Anlocken von Gegnern genannt. Dabei wird oft ein Fernkampfangriff benutzt, um den Gegner in den Nahkampf zu holen.
Diese Technik wird auch häufig beim farmen oder grinden verwendet. Dabei zieht man die Aggro von vielen Mobs auf sich und sammelt dann alle an einem Punkt um sie alle auf einmal kontrolliert z. B. mit einem AoE töten zu können und so eine große Menge an EP oder Items/Gold zu erhalten.
Bekannt ist auch der body pull, bei dem der Puller vorsichtig in die Aggro-Range des gewünschten Mobs tritt, um ohne den Einsatz von Fernkampfwaffen oder Offensivzaubern einen Gegenangriff zu provozieren.
PvE, PvP, GvG, RvR, PvMPBezeichnungen der Spielvarianten. PvE steht für „Player versus Environment“, also die Spieler ausschließlich gegen computergesteuerte Gegner. PvP steht für „Player versus Player“, hierbei kann der Spieler auch Spieler gegnerischer Fraktionen angreifen, was ein wichtiger Bestandteil ist. GvG steht für Gilde gegen Gilde, eine organisierte Form des PvP. RvR steht für „Realm versus Realm“ oder „Race versus Race“ und bezeichnet eine teilweise unorganisierte PvP-Variante, in dem der Kampf zwischen ganzen Servern oder zumindest Rassenfraktionen im Vordergrund steht. PvMP steht für „Player versus Monsterplayer“, in dem Spieler Monstercharaktere steuern dürfen. Daneben sind noch weitere Kombinationen wie z. B. PvEvP möglich, das für den Kampf gegen die Spielumgebung sowie andere Spieler steht.

## Q
QuestAls Quest (dt. „Aufgabe, Suche“) wird ein Auftrag für den Spieler bezeichnet. Eine Quest wird von NPCs vergeben, für deren Erledigung meistens eine Belohnung in Form von Gegenständen, Erfahrungspunkten oder Geld angeboten wird. Man unterscheidet zwischen „Hauptquests“, also Missionen, die in die Haupthandlung des Spieles eingebettet sind, und „Nebenquests“, die meistens eine eigene kleine Geschichte haben und den Charakter nicht in der Handlung voranbringen.

## R
Raid, raidenEin Raid (dt. „Raubzug“) ist eine in der Regel besonders große Gruppe von Spielern. Ziel eines Raids ist es z. B. einen übermächtigen Gegner zu besiegen oder Aufgaben zu lösen, die für wenige Spieler oder kleine Teams kaum zu schaffen sind und sich besser koordinieren zu können, z. B während eines größeren PvP-Duells.
RDDFernkämpfer, siehe auch DD
Regg, reggen(von engl. regenerate, dt. „regenerieren“): Im Spiel bedeutet dies, eine gewisse Zeit zu warten, bevor man wieder angreift, damit die Werte für Leben, Energie u. Ä. wieder nahe dem Maximum sind bzw. Cooldowns für wichtige Fertigkeiten abgelaufen sind.
Reppen(von engl. rep(air) also „reparieren“): In einigen MMORPGs haben Ausrüstungsgegenstände nur eine bestimmte Haltbarkeit. Je häufiger man Schaden nimmt oder stirbt, desto mehr nutzen sich diese ab und verlieren nach und nach ihre Funktion. Diese Gegenstände lassen sich gegen eine Gebühr, die sich am Maße der Beschädigung orientiert, wieder instand setzen.
Reccen(engl. Recycle, dt. „Wiederverwenden“): Manche Spieler sind in der Lage, mittels einer Fertigkeit wertlose oder nutzlose Gegenstände zu wertvollen oder nützlichen Gegenständen wie beispielsweise Munition oder Medikits zu recyceln.
Resi, ResistenzResistenz bezeichnet die Widerstandsfähigkeit des Charakters gegen negative Effekte oder Debuffs, wie beispielsweise die Resistenz gegen Zauber, Gifte, Feuer, Strahlungen, Energien, Stiche und gegen Hiebe.
Ressen(engl. Research, dt. „Forschung“): Manche Spieler sind in der Lage, mittels einer Fertigkeit Gegenstände zu erforschen und Blaupausen zwecks Rekonstruktion anzufertigen.
Rezzen(engl. Resurrection, dt. „Wiederbelebung“): Manche Klassen sind in der Lage, mittels einer Fertigkeit gestorbene Spielfiguren wieder zurück ins Leben zu holen. Wird auch Ressen genannt.
RID-Rate„Rare Item Drop Rate“ die Möglichkeit seltene Items zu finden, häufig durch Skills und Ausrüstung beeinflussbar. Oft auch von der Stärke der Gegner abhängig
RMT(engl. Real Money Trader): Anbieter von spielinterner, virtueller Währung gegen reales Geld. Die sogenannten „Goldseller“ erwirtschaften im Spiel z. B. „Gold“ und verkaufen dieses dann an Spieler. Siehe auch Goldbauer.
RNG
(engl. Random Number Generator, dt. „Zufallszahlen Generator“): Ist ein Ausdruck, der für zufällig bestimmte Ereignisse benutzt wird. Meist im Bezug auf „Rare Item Drop Rate“ oder wie häufig ein bestimmter Gegnertyp im Spiel erscheint.
RPK(engl. random player killing): Bezeichnet das Töten der Spielfigur eines anderen Spielers ohne Grund. Siehe auch Grief Play.
Rooten(engl. „to root“, dt. „anwurzeln“): Bezeichnet das Immobilisieren eines Gegners, sodass er sich nicht mehr von der Stelle bewegen kann, obwohl er weiterhin durchaus Aktionen auszuführen vermag. Siehe auch Kiten.
Rushen/Rush(dt. „Eiltempo“, „Ansturm“): Bezeichnet das eilige Durchlaufen eines Dungeons im PvE und das sofortige Anstürmen / Angreifen eines oder mehrerer Gegenspieler im PvP.
RND(engl. Random, dt. „beliebig“, „zufällig“): Suchmethode im Chat eines Spiels, um seine Gruppe für eine Instanz oder einen Raid aufzufüllen.

## S
ShardBezeichnet einen Cluster von Spieleservern, die jeweils eine Kopie einer Spielwelt eines MMORPG beheimaten. Die meisten MMORPGs haben mehrere dieser Shards, auf denen jeweils eine Spielwelt parallel und unabhängig von den übrigen persistiert. Shards gibt es deshalb, weil eine einzige Spielwelt aufgrund technischer Limitierungen einfach nicht alle Spieler (oft tausende bis hunderttausende) aufnehmen kann. Siehe auch Freeshard, ein Server, auf dem man ohne Gebühren spielen kann.
Shuttle oder RushAls shuttlen oder rushen bezeichnet man die (Transport)-Begleitung von Spielern durch Spielzonen oder Instanzen durch einen weit fortgeschritteneren Spieler. Dabei handelt es sich in aller Regel um Gebiete, der der geshuttlte Spieler allein noch nicht bewältigen oder durchqueren könnte. Der Rush muss nicht unbedingt das Erfüllen von Spielzielen beinhalten, sondern kann auch nur das Erreichen eines wichtigen Punktes zum Ziel haben, an dem der schwächere Spieler allgemeine Vorteile erlangen kann (z. B. bessere Ausrüstung kaufen). In älteren Rollenspielen wie Diablo 2 war dies noch ohne Einschränkungen möglich, doch die meisten neueren RPG verhindern dies heutzutage, z. B. durch Snares.
Sippesiehe Gilde
Snare, SnarerAls snares werden Fertigkeiten oder Umgebungseffekte bezeichnet, die die Bewegungsgeschwindigkeit des Gegners beeinträchtigen. Ein „Snarer“ wird in Spieler-gegen-Spieler-Spielmodi eingesetzt, in denen bestimmte Punkte schnell erreicht werden müssen (z. B. bei capture the flag-Szenarios) oder wo Spieler in Nahkampfreichweite (CQC) gehalten werden sollen, siehe auch Kiten. Snares dienen auch dazu, um das rushen von Spielern durch Gebiete zu verhindern.
Stack, stacken(dt. „Stapel“): Es gibt Buffs, die mehrmals auf einen Charakter angewendet werden können und deren Wirkung sich dann meist nichtlinear verbessert. Ist ein und derselbe Buff mehrmals auf einem Spieler, so spricht man von einem Stack. Der gleiche Begriff bezieht sich auf das platzsparende „Stapeln“ gleicher Gegenstände auf einem einzelnen Feld im Inventar.
STR(Abkürzung für engl. strength, dt. „Stärke“): Mit STR wird oftmals die physische Stärke eines Spielcharakters bezeichnet. Diese sorgt je nach Spiel für höheren Waffenschaden und erlaubt das Tragen von schwereren Gegenständen.
StunSiehe auch CC. Der Begriff „Stun“ wird oft auch für das „Betäuben“ feindlicher Spieler/Mobs genannt, durch das zum Beispiel der Fertigkeiteneinsatz des gegnerischen Spielers/Mob unterbrochen wird.
Supporter, supportenAls Supporter (dt. „Unterstützer“) wird eine Rolle im Spiel mit der Gruppe bezeichnet. Aufgabe eines Supporter ist es, weniger die Gegner direkt anzugreifen, als den Kampf seines Teams durch seine Aktionen zu unterstützen. Dazu wendet er, je nach MMORPG, häufig Buffs auf die eigenen Mitglieder an oder neutralisiert Debuffs der Gegner, die er gegebenenfalls auch selbst debuffen kann.

## T
TankEin Tank (dt. „Panzer“) ist ein Charakter, der daraufhin optimiert ist, die Angriffsbemühungen (Aggro) des Gegners auf sich zu konzentrieren und somit möglichst das einzige Gruppenmitglied zu sein, dem Schaden durch diese beigebracht wird. Sein Ziel ist es also, die Mobs durch kontinuierlichen Aufbau von Bedrohung (Hate, Aggro) nur auf sich zu ziehen. Dieser wird von den Heilern geheilt, während die Schadensklassen dem Mob Schaden zufügen. Es gibt grundsätzlich zwei Prinzipien des Tankens, zum einen das Einstecken und Reduzieren von Schaden durch Rüstung, Buffs und hohe Lebenswerte, zum anderen das Vermeiden von Schaden durch klassen- und ausrüstungsinhärente Eigenschaften, wie etwa die Möglichkeit zum Ausweichen, Blocken oder Parieren.
Teabag(von engl. teabag „Teebeutel“) bezeichnet das Schleichen (engl. sneak) oder das mehrmalige Wechseln zwischen Stehen und Hocke auf dem Körper eines zuvor getöteten Mobs oder einer Spielfigur eines Spielers als Demütigung dessen. (Auch: Teabagging)
TemplateSiehe Build. Ein Template ist aber auch eine standardisierte, meist optimierte Ausrüstung.
TrainAls train (dt. „Zug“) bezeichnet man die „zugförmige“ Ansammlung von Mobs, die von einem Spieler gepullt wurden, während dieser ein Gebiet gequert hat, und nun hinter ihm herlaufen. Das Absetzen solcher Monsterhorden bei unvorbereiteten Spielern gilt als Grief Play, doch verhindern neuere MMORPGs diese Praktik durch die Bindung der Aggro an den initialen Puller. Siehe auch MPK.
Triggern(dt. „auslösen/einleiten“): etwas starten bzw. auslösen (lassen) / einen Boss/Endgegner in die nächste Phase bringen
Training(engl. to provide training, dt. „für Schulung sorgen“): Bezeichnet das CCen eines gegnerischen Spielers in einer Mobgruppe (welche meist stärker als der Spieler ist) und meist dabei zu sehen, wie der gegnerische Spieler sein Leben verliert.
TvT„Team vs. Team“. Duellmodus, in dem sich Teams ab je zwei Mitspielern untereinander bekämpfen. Siehe auch PvP, GvG, PvMP.
TwinkAls Twink bezeichnet man weitere Charaktere neben dem Hauptcharakter (Main) eines Spielers. Dieser wird meist parallel zu diesem gespielt und bekommt von diesem oft Geld und Gegenstände zugeschoben, was ihn vor allem in niedrigeren Stufen gegenüber gleichstufigen Hauptcharakteren der Mitspieler Vorteile verschafft. Wird ein Twink gerade von einem Spieler ausgestattet, spricht man vom twinken. Dies ist eine besondere Art der Alts.

## U
Unique (item)Als Unique werden „einzigartige“ Gegenstande bezeichnet, die oft einen individualisierten Namen besitzen, aber immer vergleichsweise selten und schwer zu erlangen sind. Durch ihre geringe Verfügbarkeit erzielen sie in der Regel einen hohen Verkaufswert und besitzen besonders gute Eigenschaften. Oft werden auch Questgegenstände als unique items bezeichnet, diese sind dann jedoch nur auf einen Spieler bezogen einzigartig. Siehe auch BoE, BoP.
Uppen, upgradengenretypischer Vorgang des stufenweisen Verbesserns von Fähigkeiten, Eigenschaften, Ausrüstung usw.

## V
Vitality
siehe Trefferpunkte

## W
Weaven, WeavingBeschreibt das Durchlassen einer automatischen Attacke (auch Auto-Hit (Automatisch ausgeführter Angriff ohne Fähigkeiteneinsatz) genannt), zwischen zwei Fähigkeiten. Oftmals wird dies in Spielen wie „Aion“ benutzt.
Der Sinn des Weavings ist die Maximierung des DPS (Damage per Second).
Wipe(engl. to wipeout, dt. „ausradieren, auslöschen“): Wenn alle Spielfiguren einer Gruppe während eines Schlachtzugs (Raid, Instanz, Dungeon) getötet werden, so spricht man von einem Wipe. Gewöhnlich verbinden sich besondere Nachteile mit dieser Situation, oftmals muss die gesamte Aufgabe erneut begonnen werden. Einen Wipe gilt es darum immer durch geeignete Maßnahmen zu vermeiden, siehe auch Pull, Tank.
Es gibt auch den Begriff des Serverwipes, wenn es z. B. einen Serverneustart gibt.
WTS, WTB, WTA, WTTBegriffe aus den spielinternen Auktionshäusern oder Handelskanälen, wobei WTS für want to sell (dt. „ich möchte verkaufen“), WTB für want to buy (dt. „ich möchte kaufen“), WTA für want to auction (dt. „ich möchte versteigern“) und WTT für want to trade (dt. „ich möchte handeln“) steht. Beispiel: WTS: Schwert @121g bedeutet, dass jemand ein Schwert für 121 Gold verkaufen möchte.

## Z
ziehenZiehen bedeutet, einen Spielercharakter (meist Twinks oder befreundete Spieler bzw. Gildenmitglieder) unter Zuhilfenahme eines Charakters auf höherer Stufe durch Instanzen oder Questgebiete zu begleiten, die der Spieler mit niedrigerer Stufe alleine gar nicht oder nur sehr schwer erreichen könnte. Dies wird meist angewandt, um dem weniger erfahrenen Spieler eine bestmögliche Ausrüstung zu besorgen oder um dessen Aufstieg in höhere Level zu beschleunigen. Siehe auch Powerleveling und Shuttle.
Zone, zoningBezeichnet das Wechseln von einer Spielzone in eine andere. Indem ein Spieler eine Zonengrenze passiert, beispielsweise das Betreten oder Verlassen eines Dungeons. Durch das Betreten der neuen Zone verliert man typischerweise die Aggro von Mobs aus der alten Zone, da die Mobs selbst nicht „zonen“. Auch kann man durch zonen einen Train abschütteln. Das Verlassen einer Zone kann einen Cooldown für das Wiederbetreten zur Folge haben, siehe auch Instanz.